# Bolarga quadrimaculata
Bolarga quadrimaculata är en insektsart som beskrevs av Rauno E. Linnavuori 1955. Bolarga quadrimaculata ingår i släktet Bolarga och familjen dvärgstritar. Inga underarter finns listade i Catalogue of Life.